# Островонси (Західнопоморське воєводство)
Островонси (пол. Ostrowąsy, нім. Wusterhanse) — село в Польщі, у гміні Барвиці Щецинецького повіту Західнопоморського воєводства.
Населення — 380 осіб (2011).

## Демографія
Демографічна структура станом на 31 березня 2011 року:
|          | Загалом | Допрацездатний вік | Працездатний вік | Постпрацездатний вік |
| -------- | ------- | ------------------ | ---------------- | -------------------- |
| Чоловіки | 189     | 45                 | 134              | 10                   |
| Жінки    | 191     | 47                 | 104              | 40                   |
| Разом    | 380     | 92                 | 238              | 50                   |